# Horvát Boldizsár

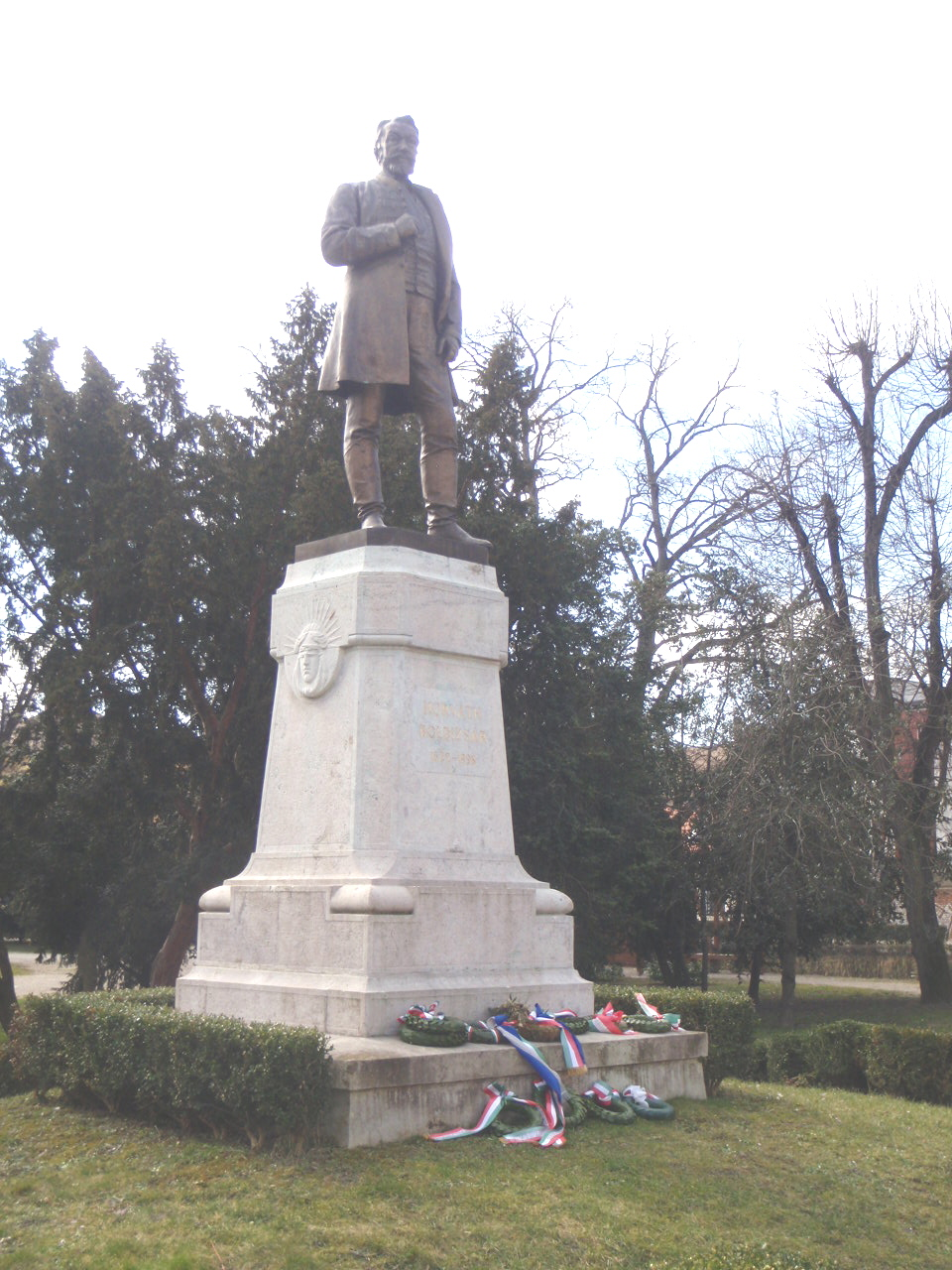
Horvát Boldizsár szobra (1907) Szombathelyen

Horvát Boldizsár (olykor Horváth) (Szombathely, 1822. január 1. – Budapest, 1898. október 28.) magyar író, költő, jogtudós, politikus, igazságügy-miniszter az Andrássy-kormányban. Az MTA és a Kisfaludy Társaság tagja.

## Családja
Római katolikus polgári családból származott. Apja, Horváth József (1793–1872), csizmadia mester, Szombathely városa tanácsosa, anyja, Rába Julianna volt. Feleségül vette Schenk Klárát (1824–Pest, 1872. szeptember 12.).
Házasságukból született:
- Horváth Jenő Ferenc (Szombathely, 1849. augusztus 5.–Budapest, 1911. április 9.), királyi kuriai tanácselnök.[5][6] Felesége, Ráth Ilona Mária Klára (Pest, 1853. augusztus 31.–?), akinek az apja, Ráth Károly (1821–1897) ügyvéd, jogász, az 1873-ban egyesített Budapest első főpolgármestere volt.
- Horváth Gizella Klára Mária (Szombathely, 1850. július 30.–Budapest, 1919. március 30.).[7] Férje, báró vásárosnaményi Eötvös Loránd (Buda, 1848. július 27. –Budapest, 1919. április 8.[8]) magyar fizikus, politikus, akadémikus, egyetemi tanár, hegymászó.
- Horváth Emília Julianna (Szombathely, 1855. július 16.–Budapest, 1918. október 2.).[9] Férje, dr. csanakfalvi báró Láng Lajos (Pest, 1849. október 13.–Budapest, 1918. március 28.), valóságos belső titkos tanácsos, országgyűlési képviselő.[10]
- Horváth Mária Julianna Klára (Szombathely, 1860. július 31. –Budapest, 1915. január 10.).[11][12] Férje, kutasi Radisics Jenő (Buziásfürdő, 1856. augusztus 7. – Budapest, 1917. január 4.) művészeti író, 1897-től haláláig az Iparművészeti Múzeum igazgatója.

## Tanulmányai
Tanulmányait szülővárosában, majd Sopronban, jogi képesítését a győri királyi akadémián szerezte. 1841-ben Istóczy Antal Vas vármegyei ügyésznél volt jogi gyakorlaton, 1842-ben dukai és szentgyörgyvölgyi Széll Imre ítélőmester oldala mellé esküdt fel királyi táblai jegyzőnek. Miután 1843 márciusában az ügyvédi vizsgát letette, Szombathelyen kezdett ügyvédi gyakorlatot, majd a város főjegyzője lett.

## Politikai pályájának kezdete

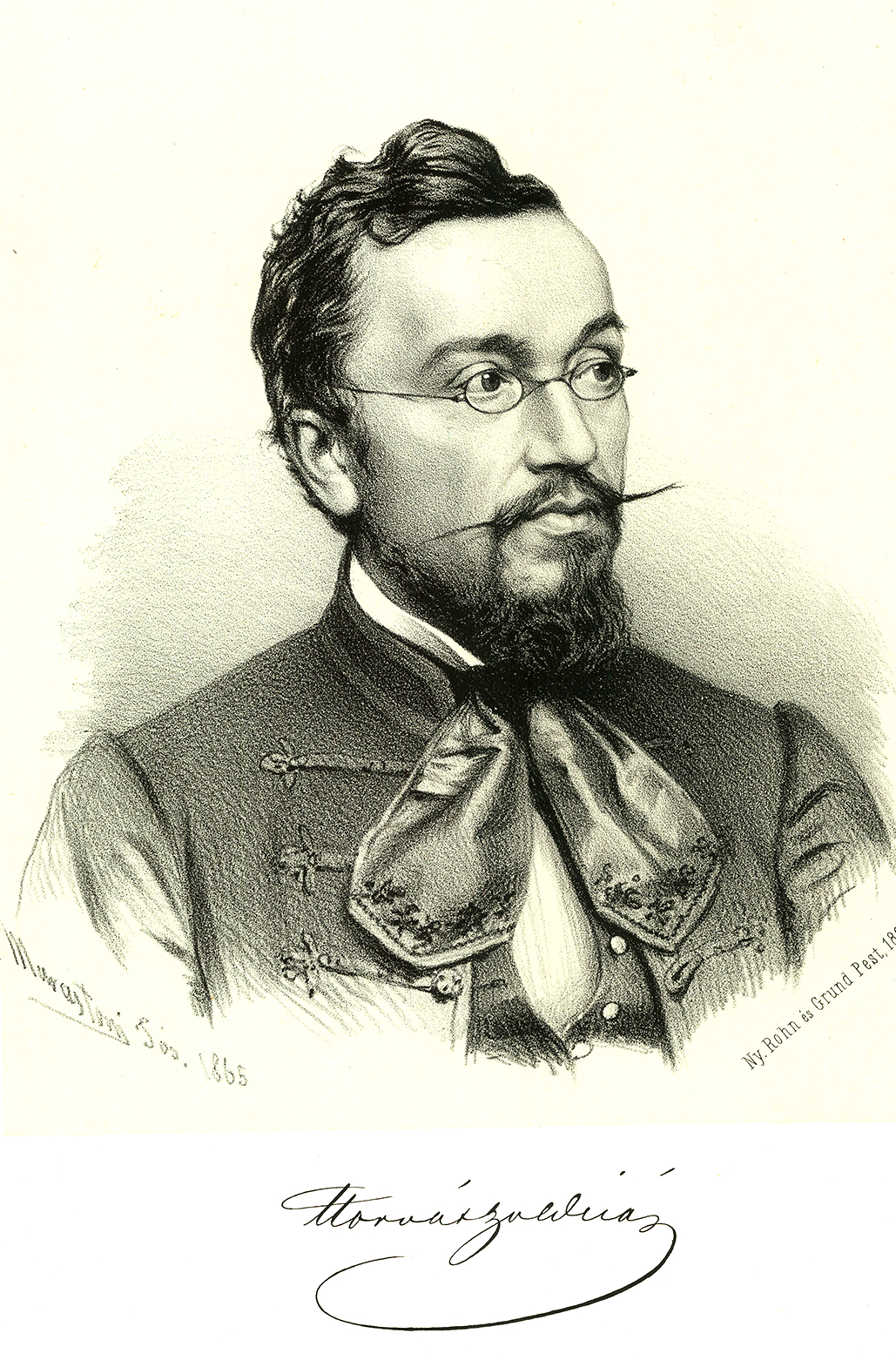
Horvát Boldizsár (1865)

Deák Ferenc híveként és barátjaként kapcsolódott be a közügyekbe. A fővárosi szabadelvű lapok vezércikkírója lett és költeményeket is írt, amelyek egy része mégis a szépirodalmi lapokban és a Kisfaludy Társaság felolvasó ülésein nyilvánosságra jutott. Az 1848. évi pesti országgyűlésen a szombathelyi választókerület képviselőjeként vett részt és követte az országgyűlést Debrecenbe, majd Buda bevétele után, újra Pestre és Szegedre is.
A szabadságharc után haditörvényszék elé állították és fogságot is szenvedett. Már 1850-ben amnesztiát kapott. Visszatért szülővárosába, miután az osztrák jogból a vizsgát letette és ügyvédi irodát nyitott. Gróf Apponyi György országbíró, Deák Ferenc ajánlatára, 1860-ban az országbírói értekezletre hívta meg. Részt vett 1863-ban gróf Dessewffy Emillel a Földhitelintézet megalapításában, majd az intézet jogi osztályának igazgatója lett. Az intézet helyzetének megszilárdításában együttműködött Csengery Antallal, Korizmics Lászlóval és Lónyay Menyhérttel. Külföldi utazás (1862) után a Földhitelintézet egyik létrehozójaként annak jogügyi igazgatója lett (1863). Az 1865. évi alkotmányos országgyűlésre a szombathelyiek újra megválasztották képviselőjüknek. 1866. december 1-jén a közjogi kiegyezés érdekében tartott nevezetes beszédet.

## Igazságügy-miniszterként

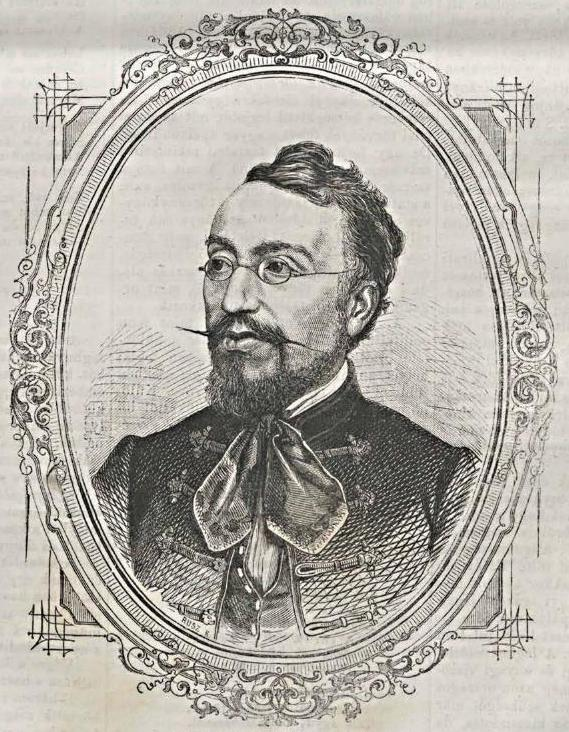
Horvát Boldizsár portréja a Vasárnapi Ujságban

Az Andrássy-kormány megalakulásakor a koronázott király, ismét Deák Ferenc ajánlatára, Horvátot 1867 februárjában igazságügy-miniszterré nevezte ki. Lelkesedéssel fogott nagy munkáihoz, amelyek az igazságügyi tárca elvállalása után rá vártak. Örömmel üdvözölte az 1848. évi alkotmánynak lényegében újabb szankciót adó 1867. évi kiegyezést. Horvát jelentős liberális reformokat kezdeményezett az igazságszolgáltatás területén: a közigazgatás és az igazságszolgáltatás kettéválasztását, a bírói függetlenség és elmozdíthatatlanság kimondását, a bírák felelősségének törvényi szabályozását.
Horvátnak komoly ellenállással kellett szembenéznie számos reformelképzelése ügyében, így a szükséges tényezők hiányában akkor még életbe nem léptethető szóbeliség és közvetlenség rendszerének legalább útját egyengette sokat kárhoztatott perrendtartásában, amelyet az eredeti szöveget lényegesen felforgató országgyűlési módosítások folytán az övének mondani alig lehetett; a királyi kúriát semmitőszékre s legfőbb ítélőszékre osztotta s a királyi táblával együtt megtisztította az oda nem illő papi és mágnási (prelátusi és bárói) elemektől; megkísérelte a királyi tábla felosztását is, azonban ezt akkor a minisztertanács nem fogadta el; a régi úrbéri viszonyok maradványait eltisztította; a büntető gyakorlatra vonatkozó humánus intézkedéseiben a bilincsek alkalmazását, a botbüntetést, a vérdíjat eltörölte; a polgári házasság akkor még meg nem érett kérdésében is a legszabadelvűbb álláspontot foglalta el.
A szorosan saját tárcája körébe tartozó törvényeken kívül természetesen élénk és döntő részt vett az 1865-67. évi törvényhozás időszakában létrejött részint alap-, részint más fontos törvények megalkotásában is, mint a közös ügyekről szóló XII., a zsidók emancipációjára vonatkozó XVII., a nemzeti egyenjogúságot tárgyazó XLIV. t.-c. stb. Mindezen reformok egészben vagy részbeni, teljes vagy megcsonkított, de azért mind egyenkint előhaladásnak és szabadelvű vívmánynak tekintendő keresztülvitele nehéz küzdelmekkel járt, főleg a birtokos arisztokráciával, amely élesen bírálta Horvátot. 1871. májusában lemondott miniszteri állásáról s így kezdeményezett nagyszerű reformtörekvései csonkán maradtak és csak évtizedek múlva jutottak, legalább egy részükben, érvényre.

## Lemondása után
1878-ban végleg visszavonult a közélettől és ettől fogva szépirodalommal is foglalkozott. 1887-től a Kisfaludy Társaság tagja. egy nagyobb pénzintézet, az akkor alkotott s azután más intézetekbe olvadt magyar földhitel-részvénytársaság igazgató-elnöke s majd a herceg Esterházy-féle javaknak legfelsőbb helyről kinevezett zárgondnoka lett s e két éven át viselt hivatalában a kezelésére bízott roppant tömeg rendezését komolyan munkába vette, a tisztázás alapos terveit előkészítette, közben herceg Esterházy vendégszeretetét a természetvizsgálók s orvosok soproni gyűlésén, Kismartonban és Fraknó várában fényesen képviselte; de tervei keresztülvitelében legyőzhetetlen akadályokra találva, az állást másoknak engedte át s nyugalomba vonult. Emellett a törvényhozásnak, a képviselőháznak ezentúl is köztiszteletet élvező tagja maradt. A magyar kir. egyetem jogi kara az egyetem százados emlékünnepe alkalmából díszdoktori oklevéllel tüntette ki. 1878 után minden pártköteléken kívül maradva támogatta a kormányt. Látása nagyon megromlott és közéleti aktivitását ez is csökkentette.
A Magyar Tudományos Akadémián és a Kisfaludy Társaságban szeme világának elerőtlenedése miatt nem dolgozhatott annyit, mint óhajtotta volna s a gyűléseket is ritkán látogatta; tartott azonban az Akadémián két szép emlékbeszédet Szemere Bertalan 1848-as belügyminiszter, debreceni miniszterelnök, és saját minisztertársa, kedves barátja, gróf Mikó Imre felett.

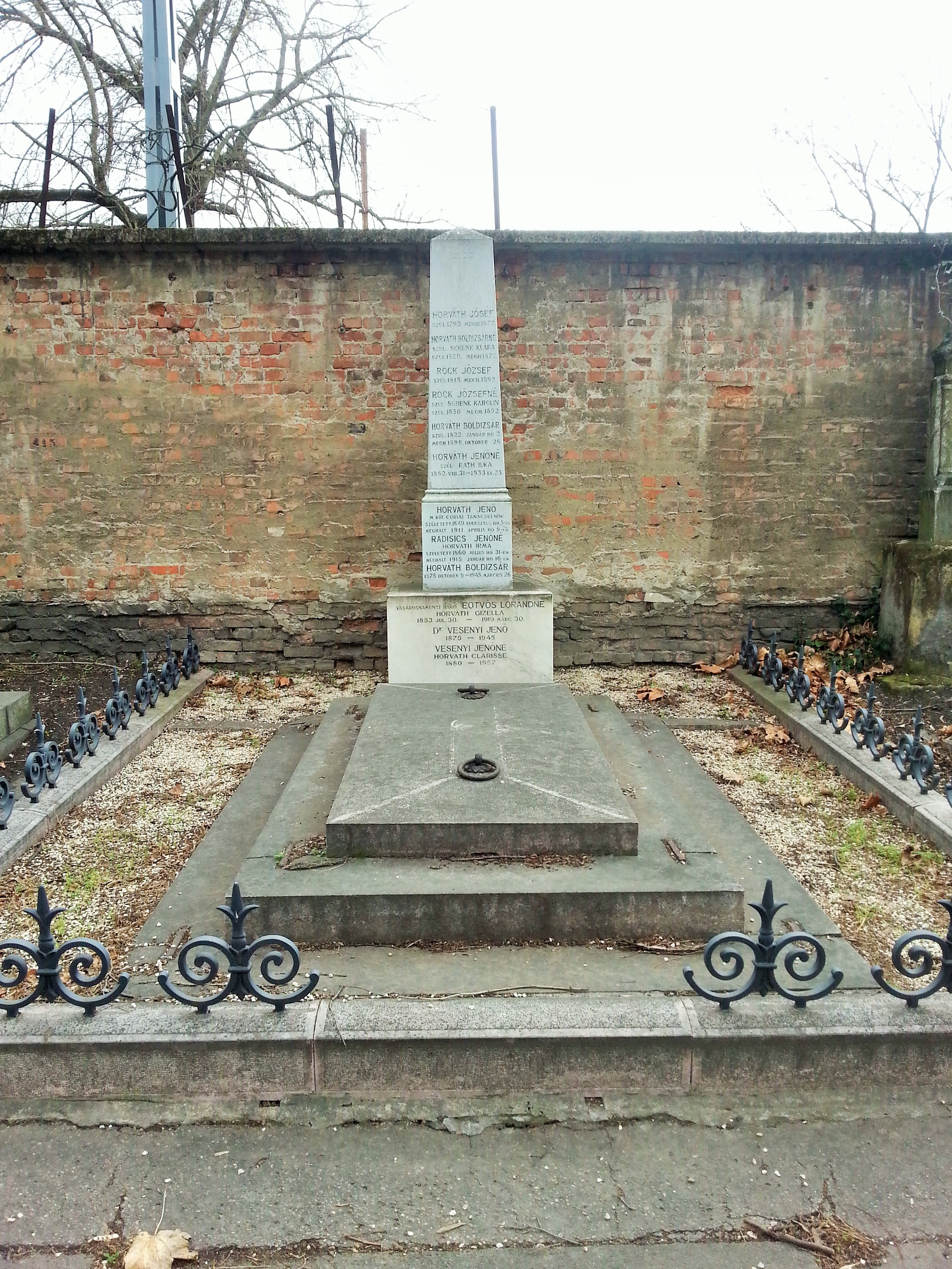
Sírja a Fiumei úti sírkertben (Jobb oldali falsírboltok, J-414)

## Akadémiai karrierje
Az Akadémia nem annyira mint szakírót, hanem inkább mint művészi szónokot, 1861. december 20-án levelező tagjává, s amikor már igazságügy-miniszter volt, 1868-ban tiszteleti tagjává választotta.

## Főbb művei
- Municipium és parlamentarismus (Pest, 1866)
- A bírói hatalomról (Pest, 1869)
- Horvát Boldizsár Összes költeményei (Sajtó alá rendezte Barna János, Makó, 1927)
- Emléktöredékek köz- és magánéletemből; sajtó alá rend. Cieger András, Matolcsi Réka; Gondolat, Budapest, 2021 (Jogtörténeti értekezések)

## Ajánlott irodalom
- Kun László: A magyar igazságügyi kormányzat Horvát Boldizsártól (Budapest, 1880)
- Tóth Lőrinc emlékbeszéde (MTA Emlékbeszédek, Budapest, 1900)
- Mikszáth Kálmán: Az én kortársaim (Budapest, 1910)
- Horváth Boldizsár. Az ország tükre 1864. 121-122. old. Online

## Emlékezete
- A Savaria Múzeum Széll Kálmán utcai oldalán a parkban áll Horváth Boldizsár 1907-ben felavatott szobra, amelyet 2006-ban felújítottak.
- 1991 óta a Horvát Boldizsár utca őrzi nevét Budapest XIV. kerületében (Herminamező).
- A Szombathelyi Közgazdasági Szakközépiskola felvette a város nagy szülöttének nevét.
- Szombathelyen a Horváth Boldizsár körút viseli a nevét.
- Horváth Boldizsár / [... szerk. Horváthné Kupi Ildikó]. Megjelenés:  Szombathely : Berzsenyi D. Kvt., 2023. Terj./Fiz. jell.:  100 p. : ill. ; 24 cm Sorozat:  Vasi életrajzi bibliográfiák